# Connie Hines

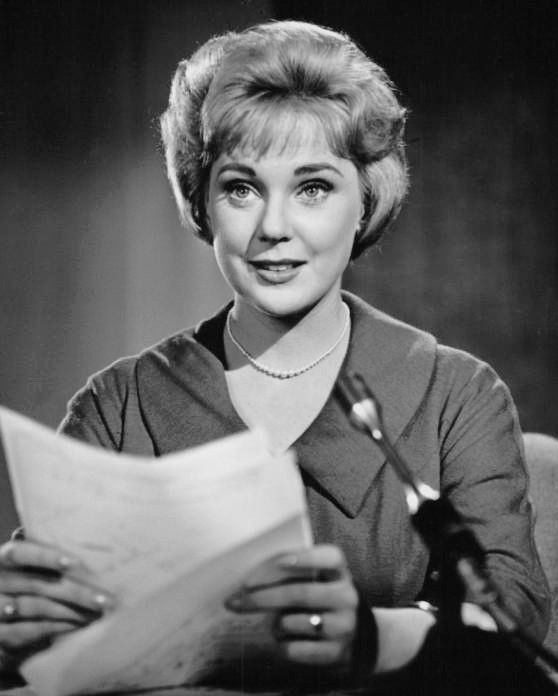
Connie Hines (1961)

Connie Hines (* 24. März 1931 in Dedham, Massachusetts; † 18. Dezember 2009 in Beverly Hills, Kalifornien) war eine US-amerikanische Schauspielerin.

## Leben
Hines, Tochter eines Schauspiellehrers und einer Schauspielerin, ergriff diesen Beruf bereits im Teeniealter; als sie mit 17 Jahren heiratete, hatte sie bereits etliche Bühnenerfahrung und ging mit ihrem Mann nach Miami an ein kleines Theater. Nach der schnell erfolgten Scheidung wandte sie sich nach New York und besuchte die Helen Hayes Equity Group. Mit 22 Jahren schließlich war sie in Kalifornien angekommen und erhielt schnell erste Rollen in Fernsehserien.
Die bekannteste ihrer Rollen spielte sie als Mrs. Post in der langlebigen, von 1961 bis 1966 in 144 Folgen gesendeten Serie Mister Ed um ein sprechendes Pferd. Im Kino war sie nur einmal zu sehen, im B-Movie-Actionfilm Thunder in California neben Rory Calhoun Dafür war sie in zahlreichen Gastrollen anderer Serien (unter anderem in Bronco, Dezernat M, Die Unbestechlichen, Perry Mason, Abenteuer unter Wasser, Bonanza und Twen-Police) beschäftigt, bis sie sich Anfang der 1970er-Jahre von der Schauspielerei zurückzog. 
1970 hatte sie ihren zweiten Ehemann, Lee Savin, geheiratet. 1996 kehrte sie mit ihrem Mister Ed-Partner Alan Young für ein Zwei-Personen-Stück auf die Bühne zurück.

## Filmografie (Auswahl)
- 1959: Bronco (Fernsehserie, Folge Girl at the Beacon Club)
- 1959: Wenn man Millionär wär (The Millionaire; Folge Millioniare Nancy Pearson)
- 1960: Dezernat M (M Squad; Fernsehserie, Folge Burglar's Nightmare)
- 1960: Die Unbestechlichen (The Untouchables; Fernsehserie, Folge The Doreen Maney Story)
- 1960: Johnny Ringo (Fernsehserie, Folge The Assassins)
- 1960: Thunder in Carolina
- 1960: Abenteuer unter Wasser (Sea Hunt; Fernsehserie, Folge The Missing Link)
- 1960/1962: Perry Mason (Fernsehserie, Folgen The Case of the Counterfeit Crank und The Case of the Singular Double)
- 1961–1966: Mr. Ed (Mister Ed; Fernsehserie, 143 Folgen)
- 1969: Bonanza (Fernsehserie, Folge The Witness)
- 1971: Twen-Police (The Mod Squad; Fernsehserie, Folge The Price of Love)
- 1973: Room 222 (Fernsehserie, Folge Here's to the Boy Mostly Likely)